# Musée national de Carthage
Le musée national de Carthage (arabe : المتحف الوطني بقرطاج), actuellement fermé, est un musée archéologique situé sur la colline de Byrsa au cœur de la ville de Carthage en Tunisie. C'est l'un des deux principaux musées archéologiques de Tunisie avec le musée national du Bardo.
Situé à proximité de la cathédrale Saint-Louis de Carthage, dans les locaux autrefois occupés par les pères blancs, il permet au visiteur de se rendre compte de l'ampleur de ce qu'étaient les installations de la ville aux époques punique puis romaine.
Certaines des plus belles pièces trouvées dans les fouilles depuis le XIXe siècle s'y trouvent parmi lesquelles se trouve notamment une vaste collection de bétyles et de stèles provenant du tophet de Salammbô — les stèles de calcaire figurant des éléments sculptés, animaux, végétaux, voire humains sont particulièrement remarquables —, les sarcophages en marbre dits « du prêtre » et « de la prêtresse » (IIIe siècle av. J.-C.) découverts dans la nécropole « des Rabs », du matériel funéraire comme des masques à motifs apotropaïques et des bijoux en pâte de verre, des mosaïques romaines dont la célèbre « dame de Carthage », pièce majeure de l'art mosaïcal de l'Antiquité tardive, des éléments sculptés caractéristiques de l'art officiel impérial, en particulier la tête dite de Julie et des représentations de Victoires du IIe siècle, et une vaste collection d'amphores romaines.

## Histoire du musée

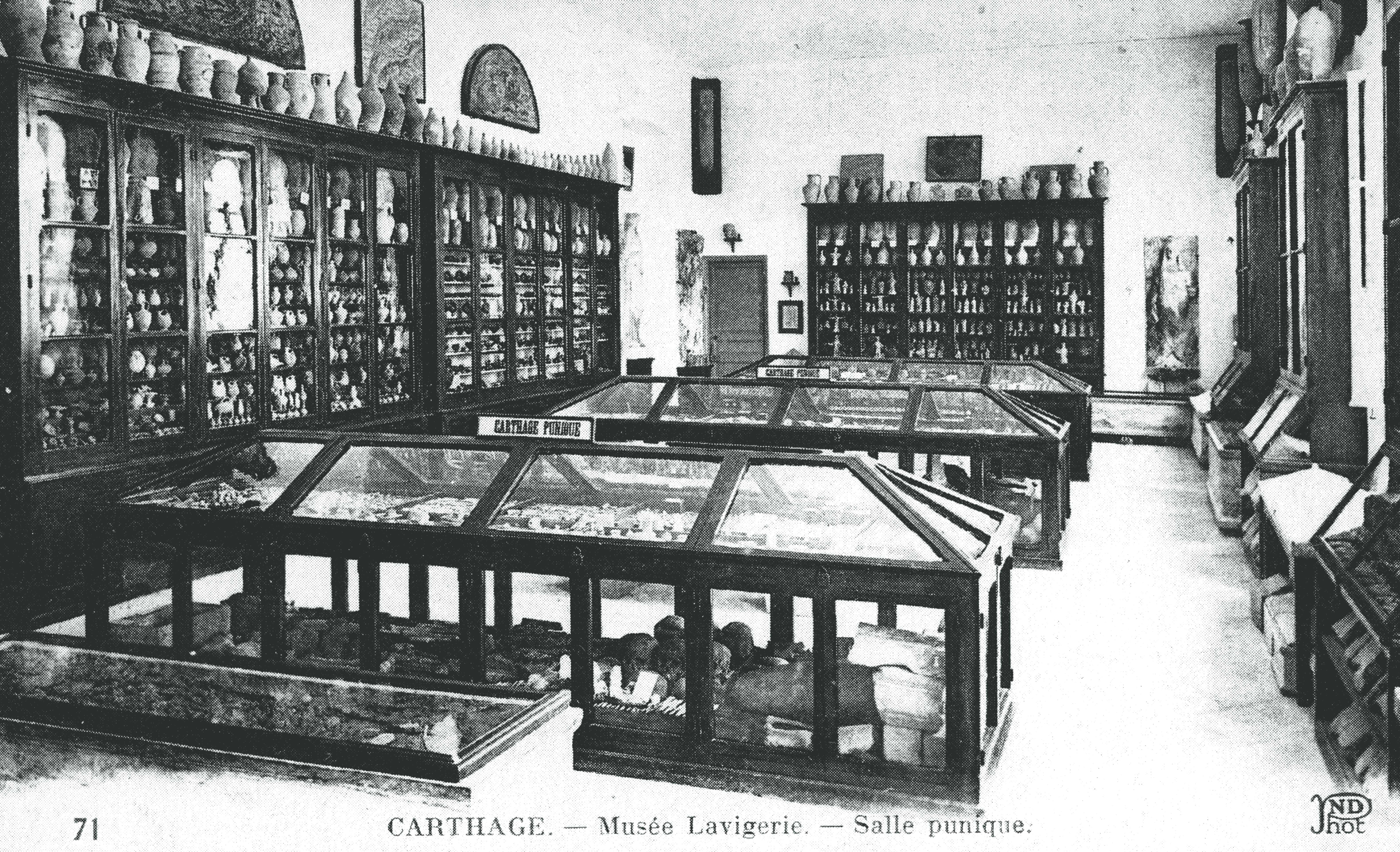
Salle punique du musée Lavigerie.

Le musée est fondé en 1875 dans les locaux du séminaire des pères blancs. Son nom est d'abord musée Saint-Louis jusqu'en 1899 puis musée Lavigerie jusqu'en 1956 ; ce dernier nom est celui du fondateur de cet ordre missionnaire, le cardinal Charles Lavigerie. Il accueille dans un premier temps le produit des fouilles effectuées par les pères blancs, en particulier celles effectuées par le père Delattre. L'annexe du couvent des pères blancs était utilisée de prime abord pour recevoir le produit des fouilles des nécropoles du site archéologique : fouilles de la colline Saint-Louis mais aussi de Douimès, de la colline de Junon, de la colline Sainte-Monique et aussi des basiliques chrétiennes carthaginoises.
Le produit des fouilles du service d'archéologie était déposé quant à lui au Musée Alaoui devenu le musée national du Bardo. Dans ce contexte, il faut signaler une pratique répandue à l'époque : vendre aux touristes une partie des produits des fouilles lorsque le musée possédait un certain nombre d'exemplaires d'un type d'objets, cette conception muséographique n'étant pas isolée.
À la suite de la signature du modus vivendi de 1964, entre le Vatican et la Tunisie, l'Église catholique cède définitivement le musée ainsi que le site qui l'entoure à l'État tunisien qui en prend possession dès juillet 1964 et lui donne son nom actuel. Par la suite, il a fait l'objet d'une vaste restructuration dans les années 1990 et, après une longue ouverture restreinte, a désormais comme vocation d'accueillir les nouvelles découvertes effectuées sur le site archéologique, particulièrement le produit des fouilles effectuées dans le cadre de la campagne internationale de l'Unesco des années 1972-1995.

## Collections puniques

### Témoignages phéniciens: une civilisation métisse

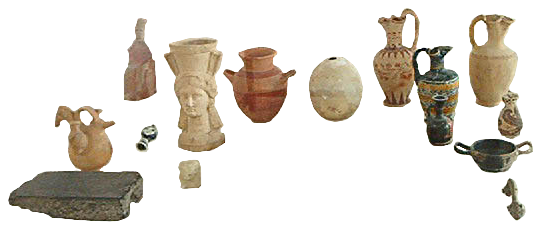
Céramiques découvertes dans les nécropoles puniques.

Les diverses fouilles effectuées sur le site archéologique ont mis au jour de nombreux témoignages du métissage qui caractérise la civilisation carthaginoise. Issue du Levant avec un substrat libyque et imprégnée de culture égyptienne, elle s'est aussi ouverte sur de nouvelles cultures à partir des Ve-IVe siècle av. J.-C., en particulier la culture grecque, liée aux liens tissés avec la Sicile, puis hellénistique. Ces témoignages sont constitués tant de céramiques ou d'objets usuels, tels que les lampes à huile, que d'éléments liés à des formes populaires de religiosité comme les nombreuses amulettes découvertes dans les fouilles des nécropoles.
Le musée possède une très belle collection de céramiques puniques découvertes dans les nécropoles depuis la fin du XIXe siècle et dans les fouilles du tophet. Y sont également exposées de nombreuses lampes à huile à la forme typique, celle d'une assiette de céramique dont deux bords sont relevés afin d'y placer la mèche. Un certain nombre de lampes fut retrouvé lors des fouilles de fours de potiers datant de la troisième guerre punique.
Les amulettes de divinités égyptiennes (Isis, Osiris, Horus et Bès) qui témoignent de l'importance des liens entre les Phéniciens et l'Égypte antique, les premiers conservant ces éléments culturels une fois arrivés dans le bassin occidental de la Méditerranée.
Sont exposés aussi des témoignages orientaux de la vie matérielle, en particulier des objets en ivoire.

### Témoignages funéraires

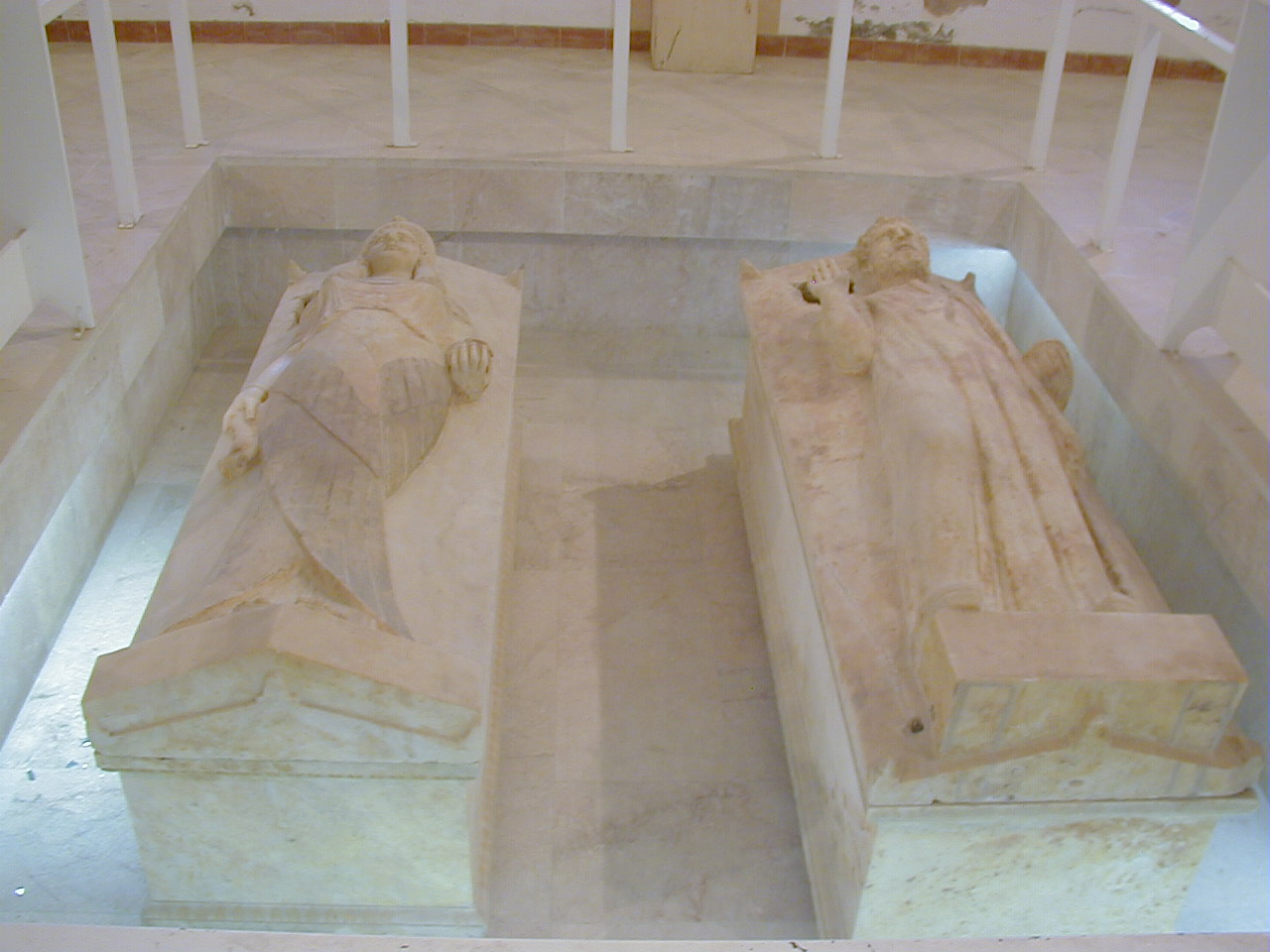
Sarcophages du prêtre et de la prêtresse.

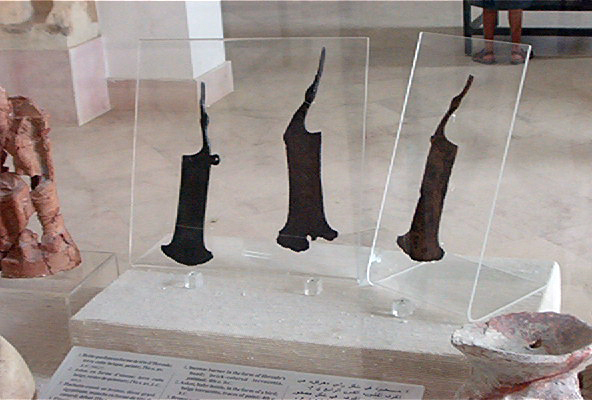
Rasoirs de bronze ornés.

De très beaux sarcophages de la fin de l'époque punique, découverts dans la nécropole dite de Sainte-Monique et connus sous le nom de sarcophage du prêtre et de la prêtresse, sont exposés dans le musée. Ces éléments sculptés sont très intéressants de par le traitement du drapé et de l'attitude des deux personnages. Le prêtre a la main droite levée en un geste de bénédiction, la prêtresse tenant une colombe. Les mains gauches des deux personnages portent un vase à encens, à l'usage liturgique connu, d'où le nom donné à ces œuvres.
Les masques de pâte de verre représentent des divinités grimaçantes avec une vocation apotropaïque, c'est-à-dire protéger le défunt contre le mauvais œil. On trouve également divers objets dont des rasoirs de bronze de forme caractéristique et au décor richement sculpté de motifs égyptisants puis helléniques à partir du Ve siècle av. J.-C.. Un certain nombre de bijoux et d'amulettes puniques sont également visibles.
Le Jeune homme de Byrsa est présenté dans le cadre d'une exposition temporaire, entre octobre 2010 et mars 2011, dans une aile qui lui a été aménagée. Elle comporte une salle pour le squelette et le matériel funéraire, une salle dans laquelle est exposée le jeune homme vêtu d'une tunique blanche, gansée de pourpre et chaussé de spartiates grecques, portant un pendentif et un chapelet, et une troisième salle de projection vidéo reprenant les étapes de la dermoplastie.

### Témoignages de la religiosité punique

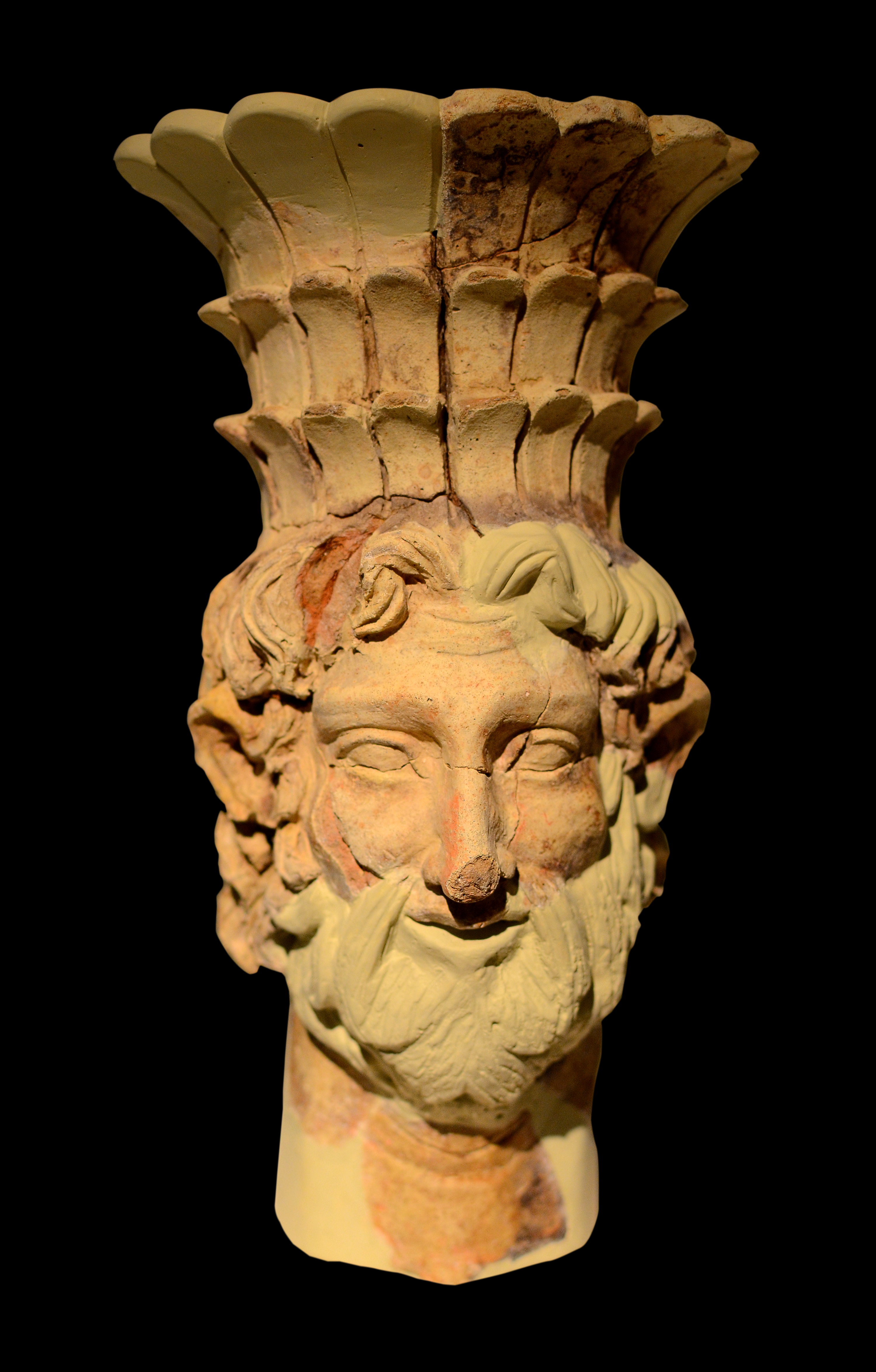
Brûle-parfum en forme de tête de Ba'al.

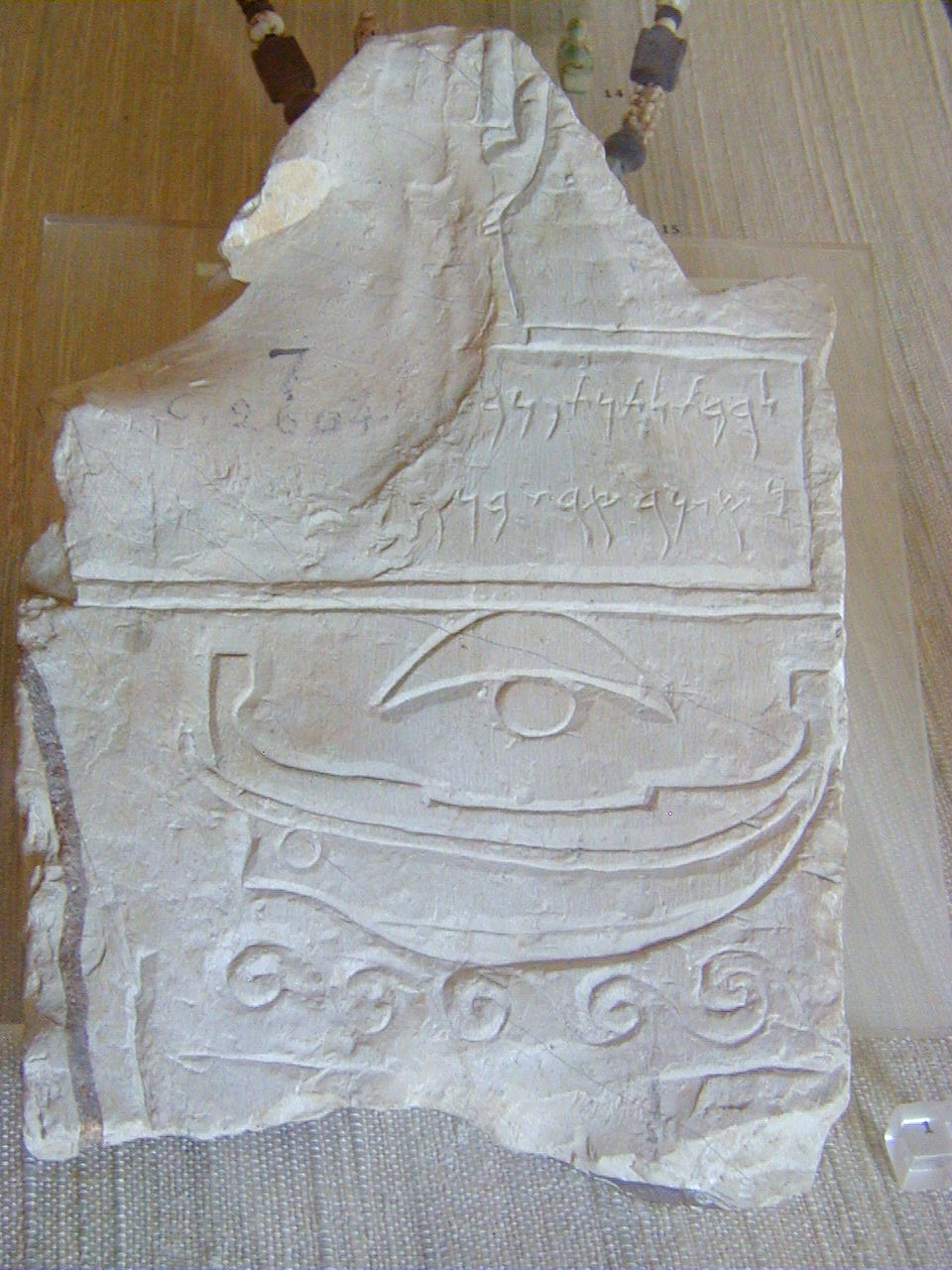
Stèle calcaire ornée d'un navire et provenant du tophet.

Le brûle-parfum de terre cuite, en forme de tête de Ba'al Hammon, fut découvert dans une chapelle du quartier de Salammbô mise au jour par le docteur Louis Carton peu après la Première Guerre mondiale en même temps que divers autres éléments cultuels, dont des représentations de Déméter.
Les stèles du tophet constituent quant à elles la collection la plus importante qui soit disponible. Bien que des stèles furent signalées dès les premières recherches sur le site de Carthage, en particulier lors des fouilles de Pricot de Sainte Marie (1874), dont la plupart coulèrent avec le Magenta en 1875, de nombreuses pièces parmi les plus intéressantes sont déposées au musée après la découverte du sanctuaire en 1921. Outre les stèles plus communes en grès d'El Haouaria, les stèles de calcaire plus tardives font l'objet le plus souvent de décors variés : navires, palmiers, éléphants voire éléments de portraits à forte influence hellénistique. Parfois, une inscription est présente sur la stèle. Des masques en forme de tête de Ba'al Hammon sont également exposés, en particulier un grand masque découvert par le docteur Louis Carton au début du XXe siècle. Le contenu de la « chapelle Cintas », découverte au tophet par Pierre Cintas en 1947, fait l'objet d'une vitrine propre.
Deux dépôts de fondation contenant surtout des céramiques y furent découverts, l'un situé à la base d'un mur et l'autre dénommée « cachette » se trouvait sous le sol d'une petite pièce voûtée.

### Architecture punique

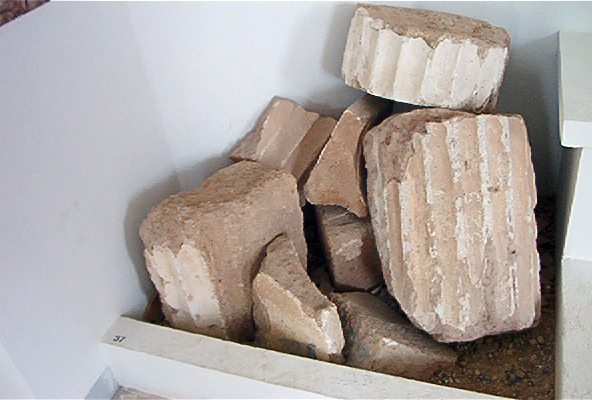
Fragments de pilastres puniques.

On trouve quelques éléments architectoniques de la ville punique, en particulier des fragments de colonnes stuquées, et une reconstitution d'une coupe archéologique du tophet.
En outre est exposée une inscription punique sur marbre noir dite « inscription édilitaire », trouvée en 1964 lors de travaux et relatant l'élargissement d'une rue ou d'une porte dite « Porte Neuve » et datée des IVe-IIIe siècle av. J.-C..

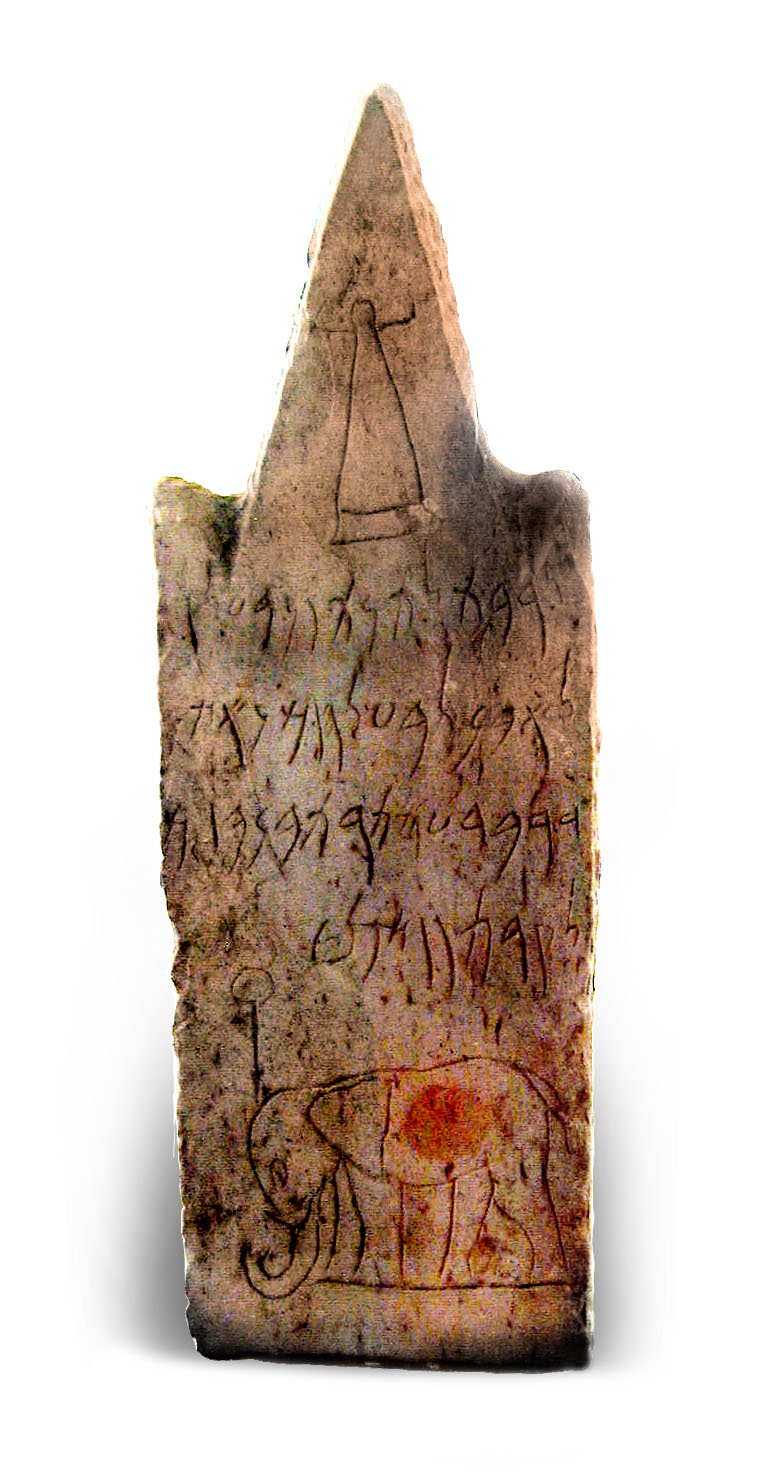
Stèle calcaire à l'éléphant.
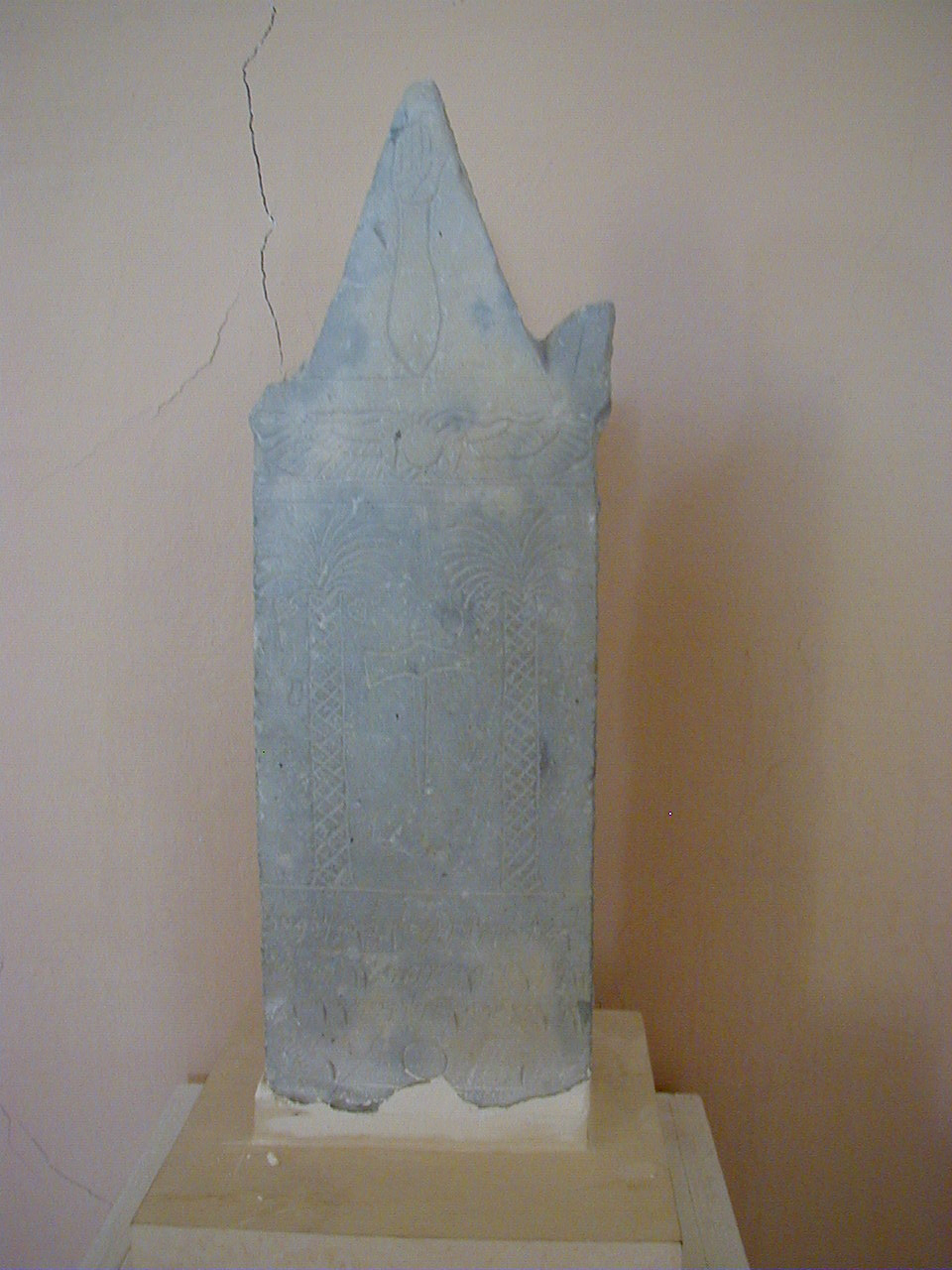
Stèle avec palmiers.
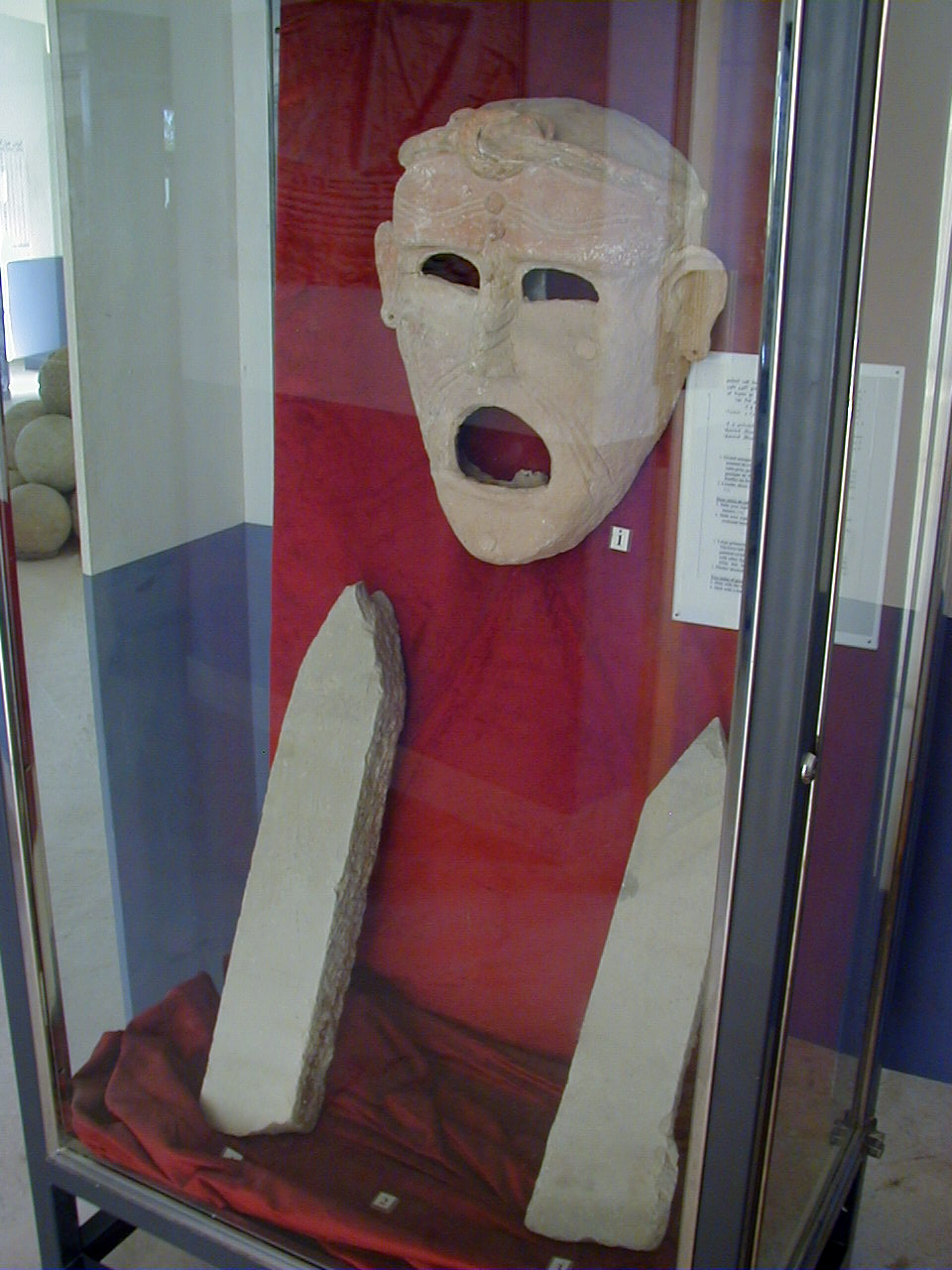
Masque et stèles puniques.
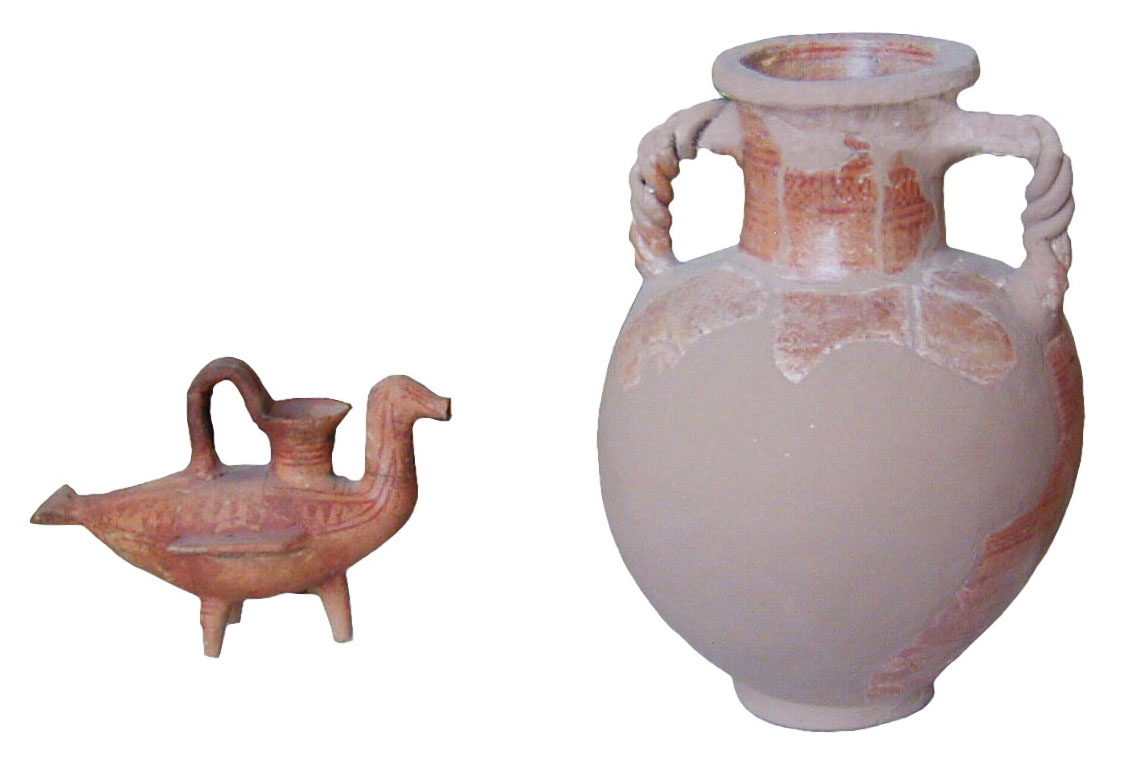
Une partie du mobilier de la chapelle Cintas située au tophet.
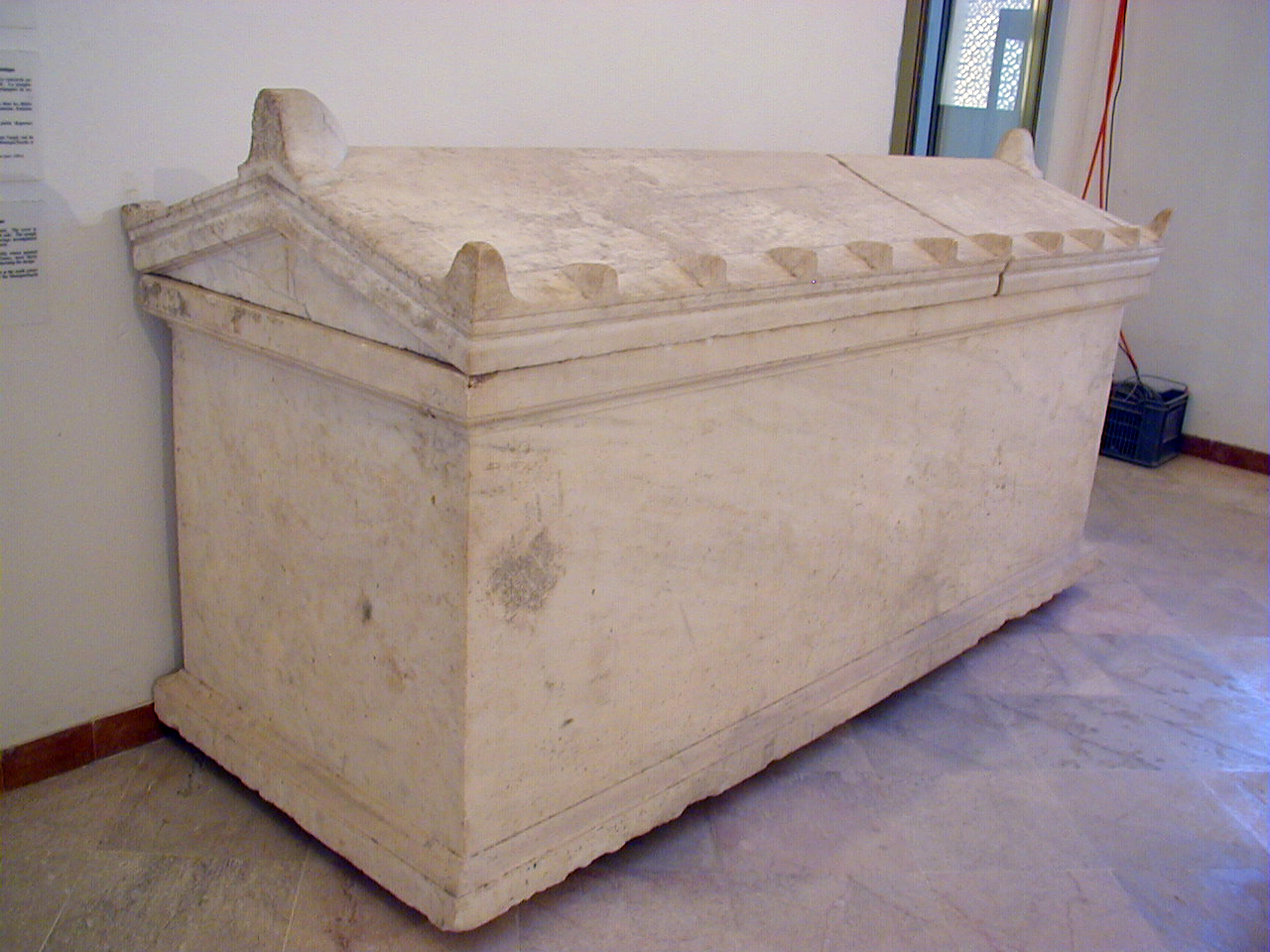
Grand sarcophage de marbre.
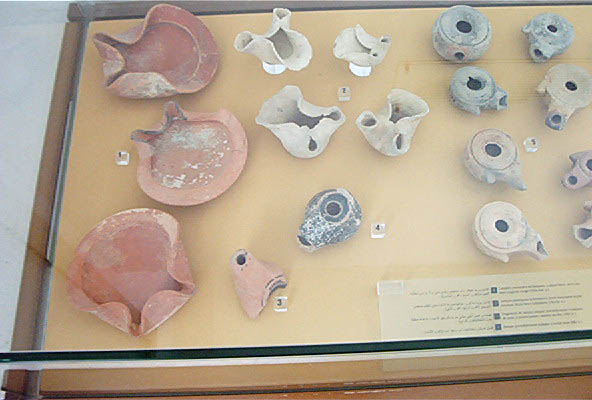
Lampes à huile puniques.
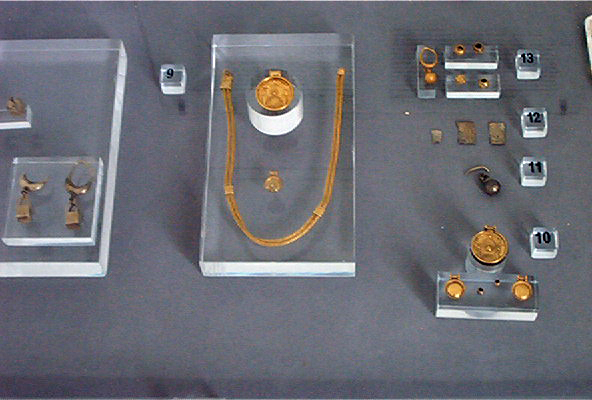
Bijoux.
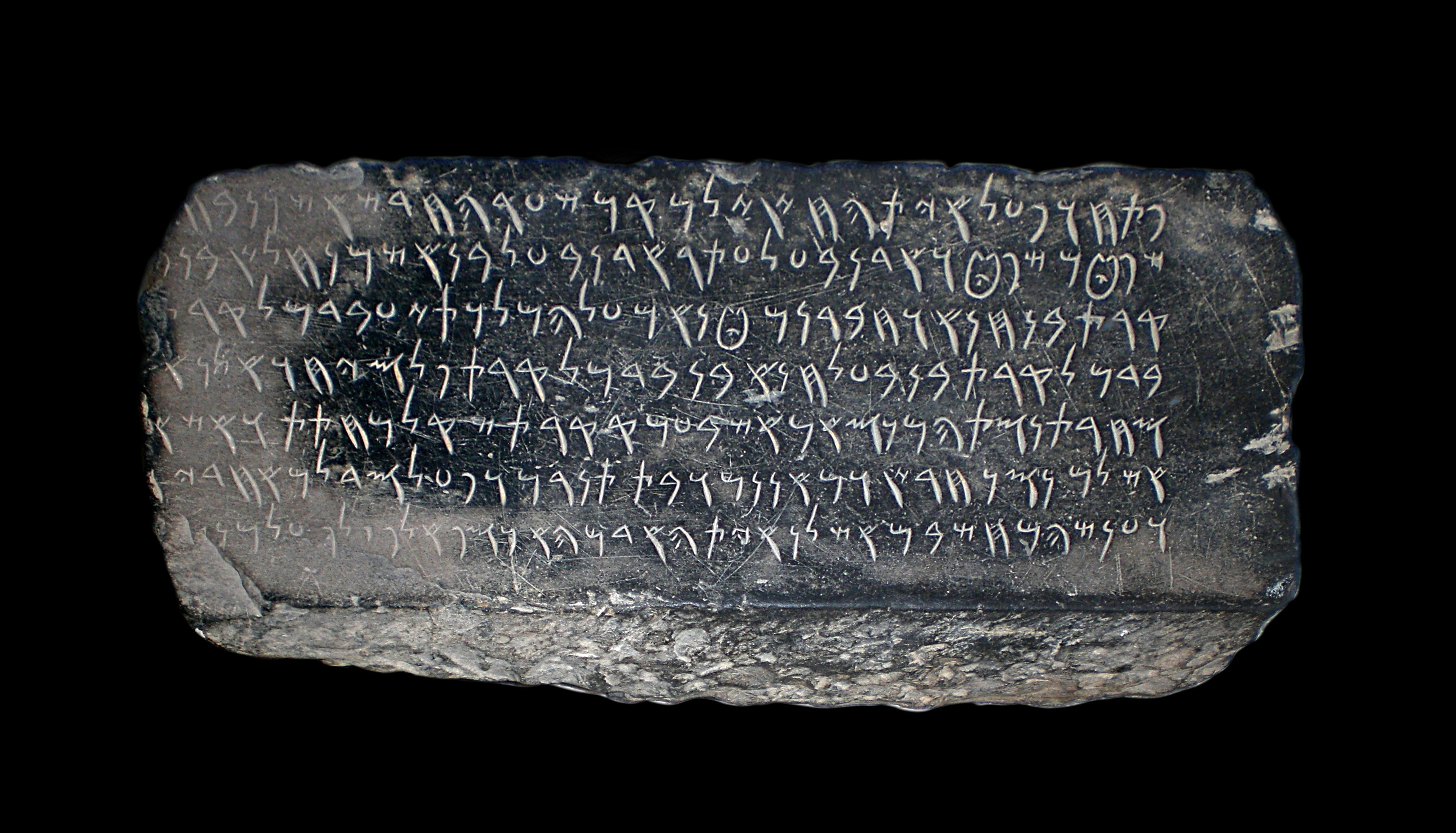
Inscription édilitaire.

## Collections romaines

### Témoignages du siège de 146

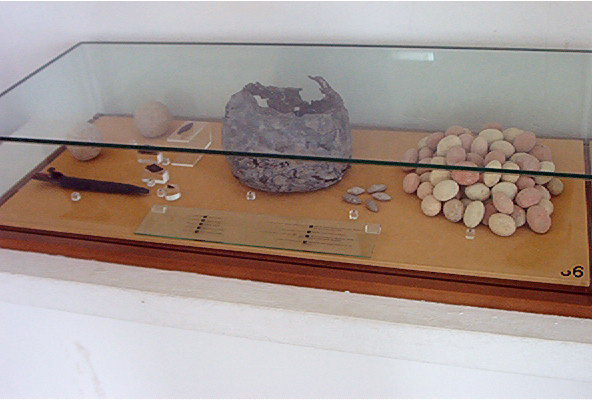
Vitrine de témoignages archéologiques du siège de 149-146.

L'histoire romaine de la cité de Carthage débute par la destruction de la ville punique, dont certains témoignages font l'objet d'une vitrine. Y sont exposés notamment des balles de fronde, des épées et des boulets en pierre pour catapultes. Un squelette de l'un des derniers combattants, décédé de mort violente, est également exposé.

### Témoignage de l'art officiel romain: la statuaire

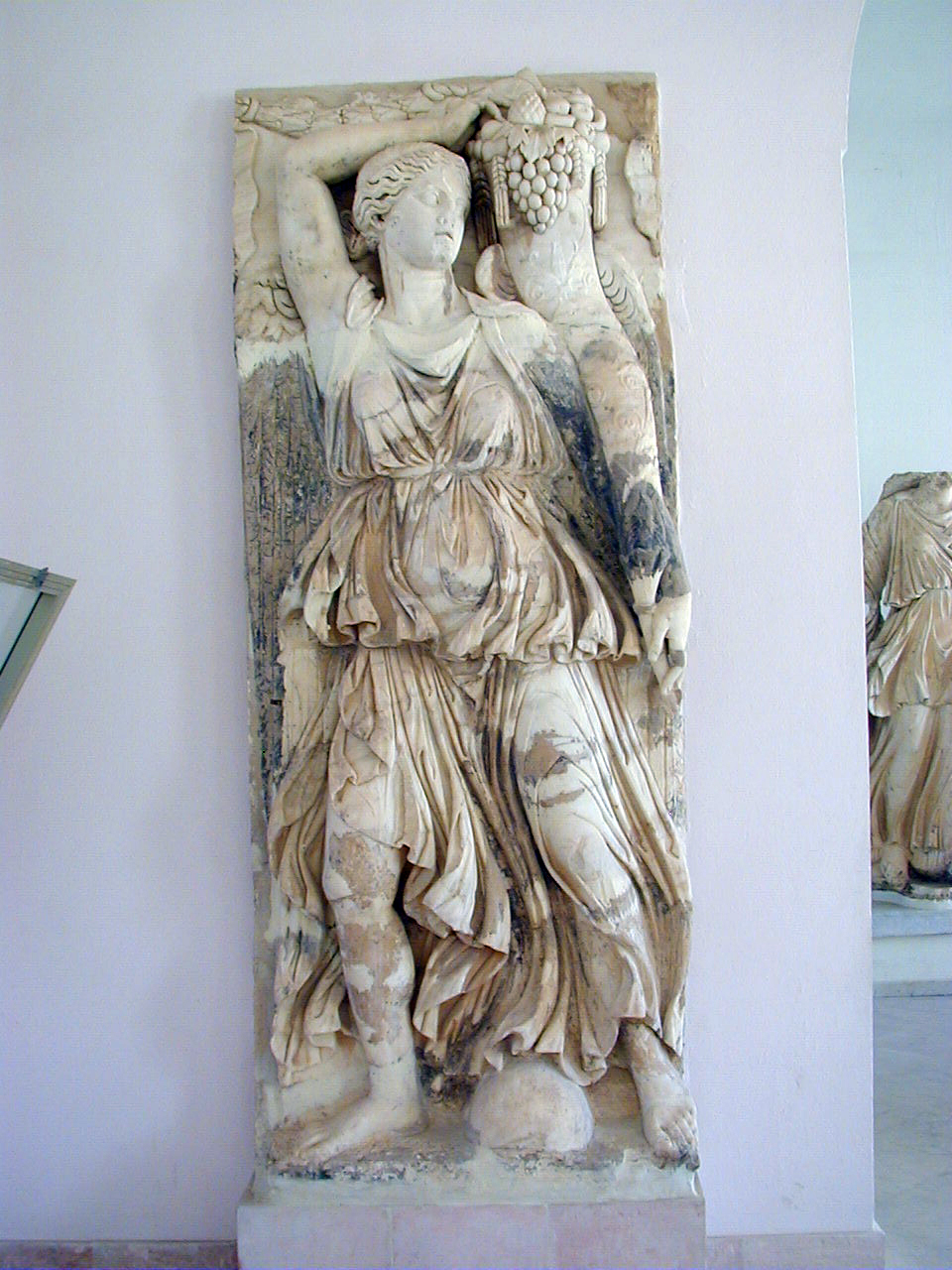
Bas-relief d'un personnage féminin portant une corne d'abondance.

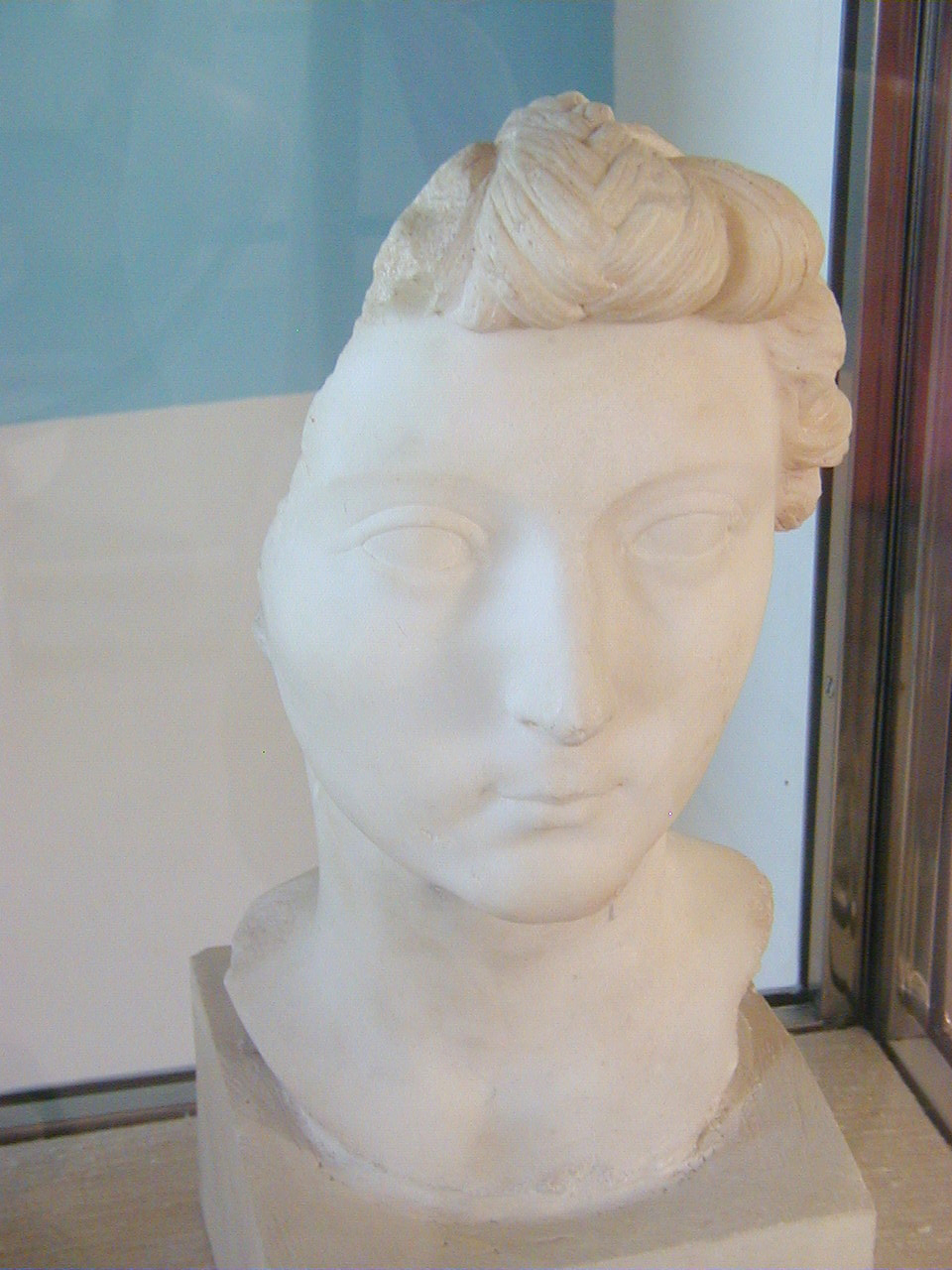
Buste impérial.

Des éléments de l'art officiel romain ont été découverts sur la colline de Byrsa, en l'occurrence des bas-reliefs représentant une Victoire avec un trophée et deux Félicité avec une corne d'abondance datés du fait de leur style de la fin du IIe siècle. Ces éléments ont été interprétés comme une commémoration de la victoire sur les Parthes de 166, sous le règne de Marc Aurèle et présentés sur un arc de triomphe ou un monument à portique,.
En outre, des œuvres d'époque augustéenne sont présentées comme une tête dite « de Julie » de par la coiffure caractéristique de cette époque. L'iconographie utilisée reproduit l'art officiel, confirmant le rôle assigné à la « Rome africaine » de diffusion des modèles.
Une remarquable représentation d'aurige, tenant un fouet et une cruche, symbole de la victoire, est également exposée. Cette découverte récente est un témoignage précieux pour la connaissance du cirque romain de la ville, qui était le second en taille après le Circus Maximus de Rome.

### Mosaïques

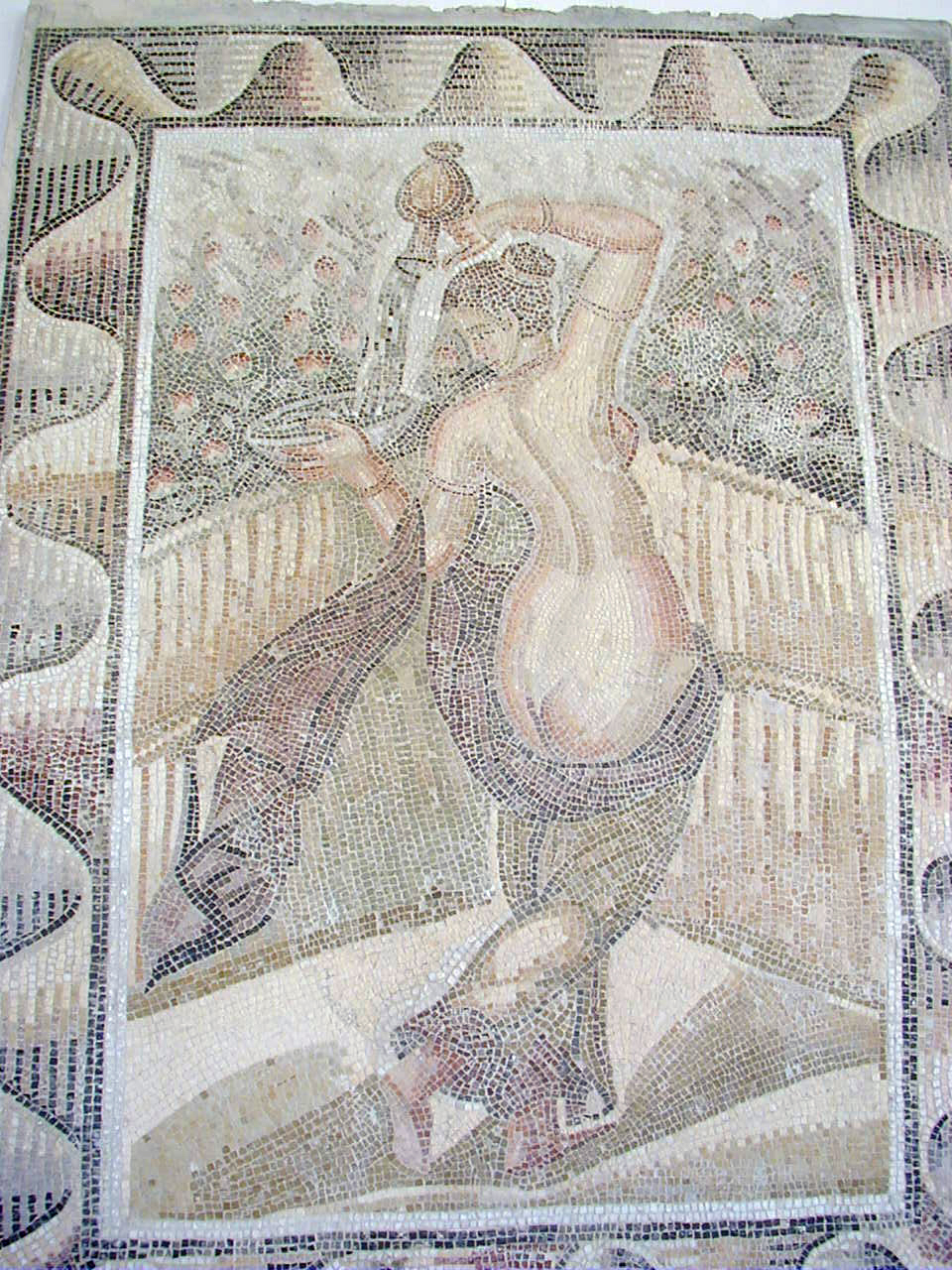
Verseuse vue de dos (thermes de Sidi Ghrib).

Même si les collections de mosaïques du musée ne sont pas comparables à celles du musée national du Bardo, il n'en reste pas moins que d'authentiques chefs-d'œuvre s'y trouvent. Parmi les découvertes récentes, il faut faire une part à des panneaux trouvés dans des thermes privés situés à Sidi Ghrib, près de Tunis. Représentant des verseuses d'eau dans une roseraie, l'une vue de face et l'autre de dos, ces éléments datent du début du Ve siècle.

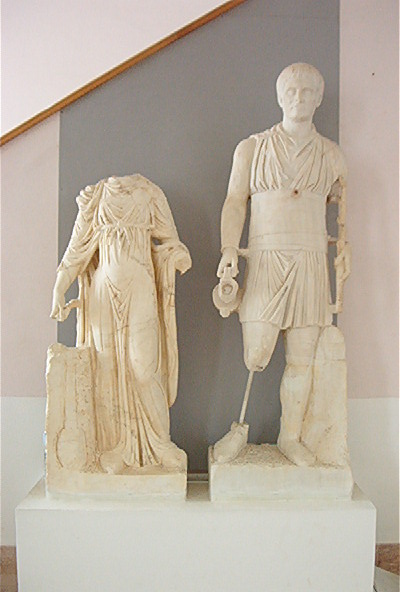
Statues romaines dont la statue funéraire d'aurige ou de sparsor.
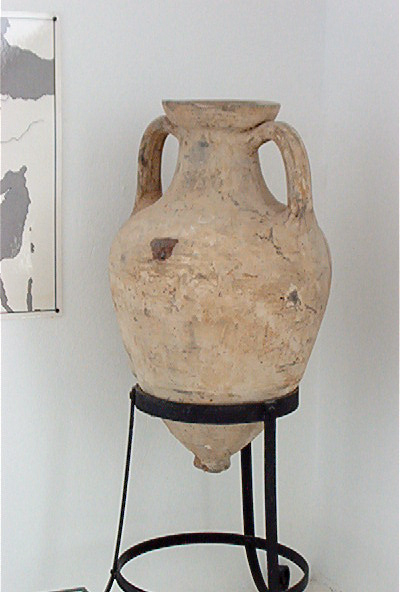
Amphore romaine du musée.
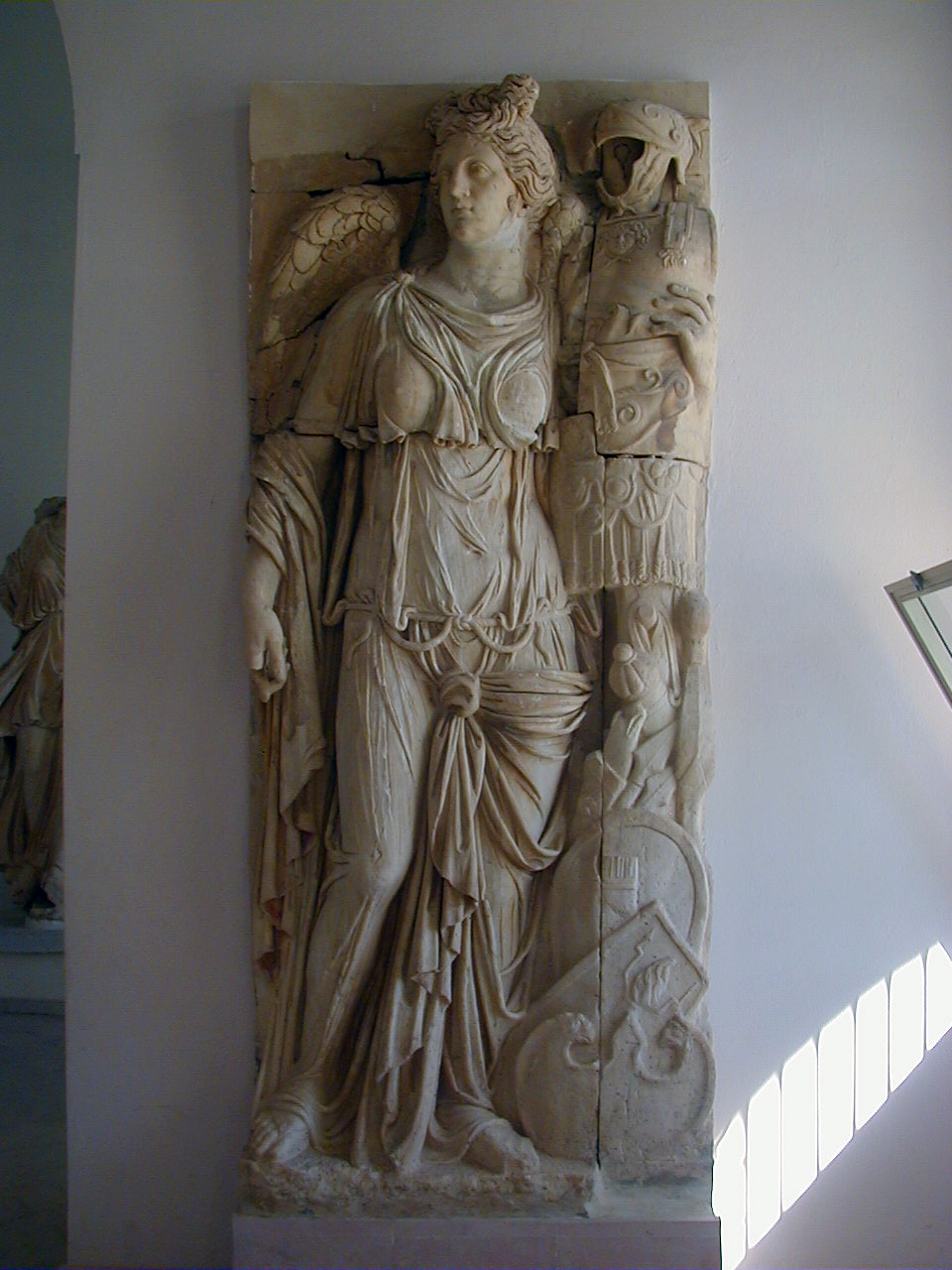
Grand bas-relief dit de la Victoire (IIe siècle apr. J.-C.).
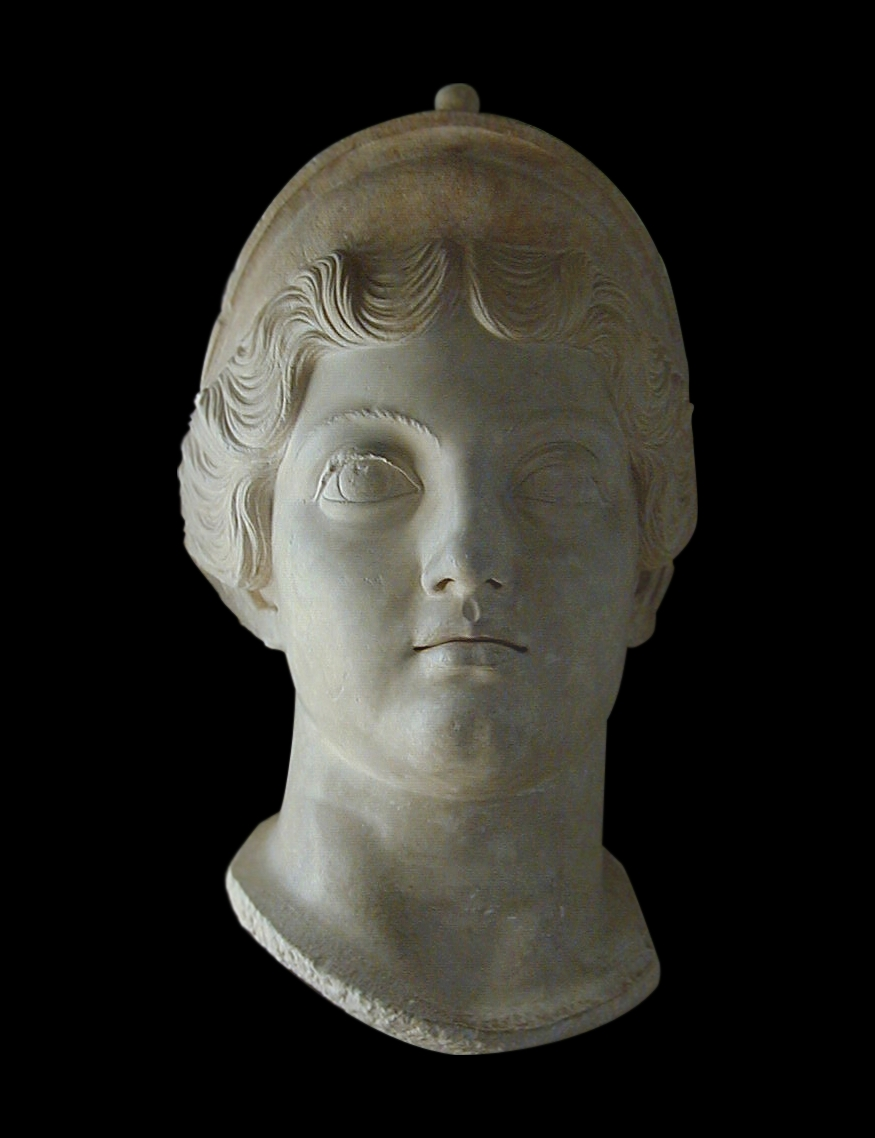
Tête d'une statue monumentale.
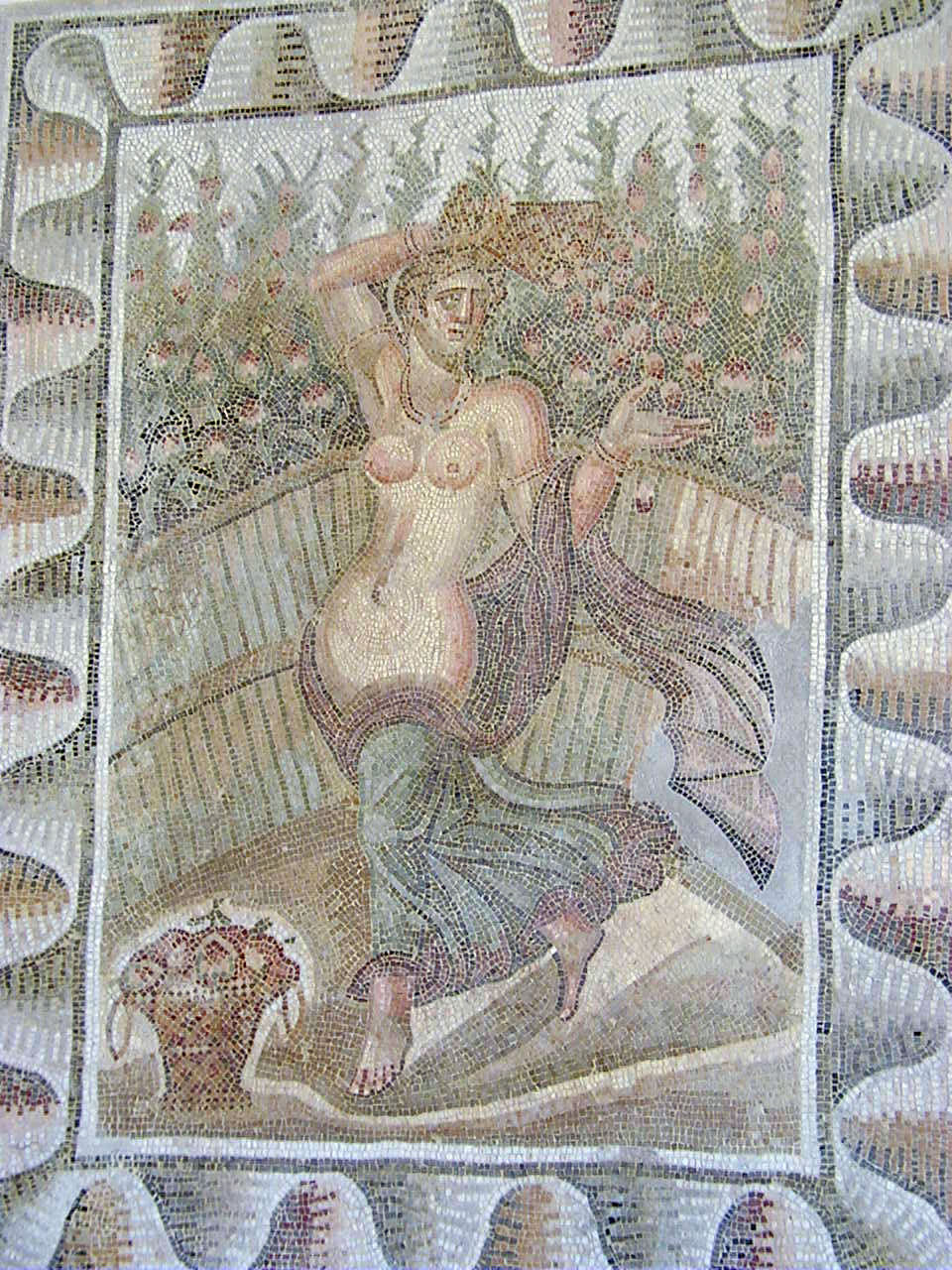
Verseuse vue de face (thermes de Sidi Ghrib).

## Collections chrétiennes et byzantines

### Témoignages du christianisme antique

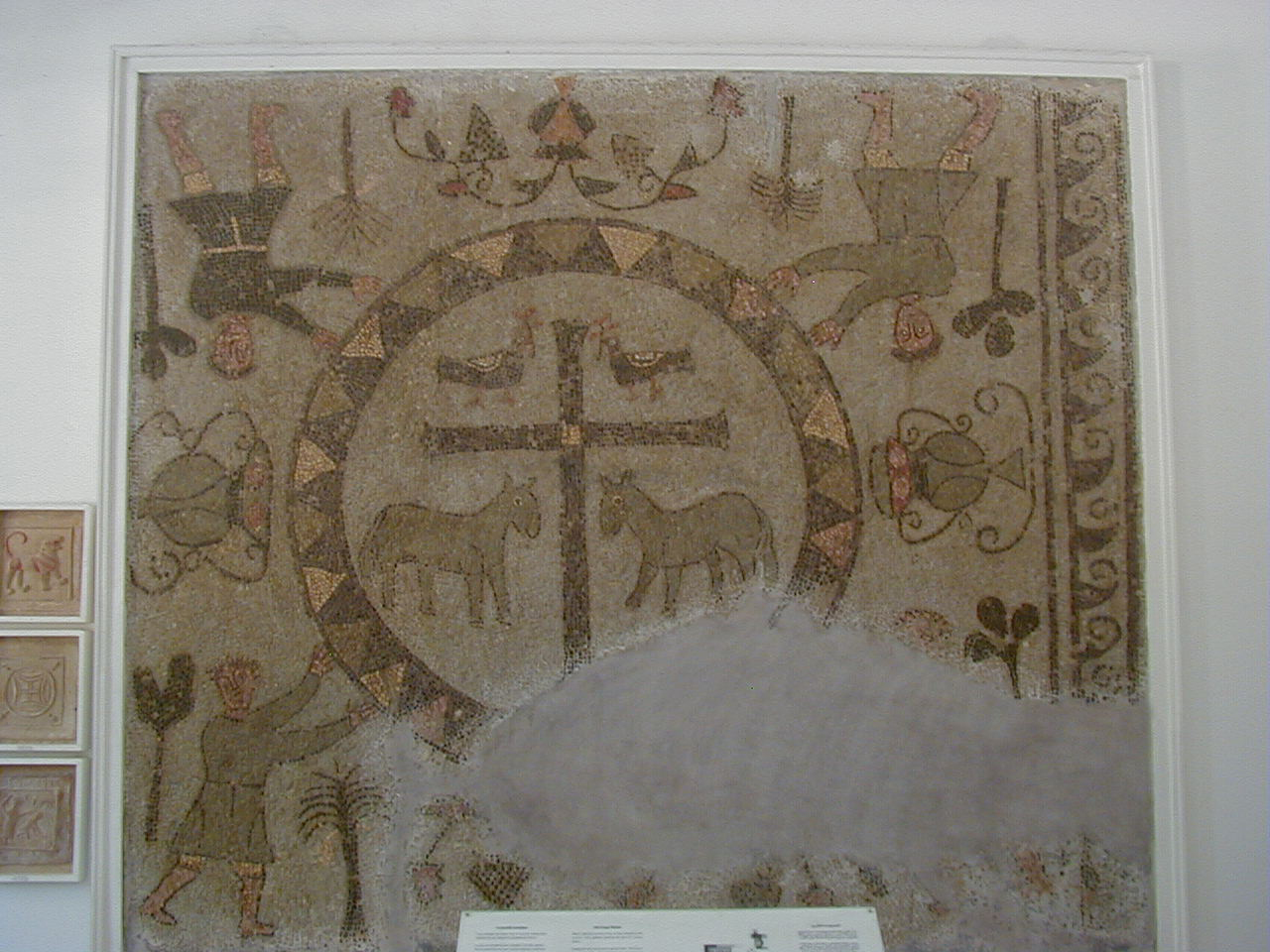
Mosaïque des quatre évangélistes découverte au vicus castrorum.

La mosaïque des quatre évangélistes découverte dans une villa du vicus castrorum de Carthage représente chacun des quatre évangélistes. Au centre se trouve une sphère dans laquelle s'intègre une croix. Cette œuvre symbolise le triomphe du christianisme et sa diffusion aux quatre points cardinaux selon Liliane Ennabli.
Éléments caractéristiques du christianisme africain de l'époque, des carreaux de céramique décorés de motifs religieux ont été retrouvés en nombre relativement important : ces éléments de décoration avaient en particulier comme objectif de diffuser des thèmes de l'Ancien Testament comme Daniel dans la fosse aux lions.
Un grand nombre d'inscriptions funéraires découvertes par le père Delattre, lors des fouilles des principales basiliques chrétiennes durant son activité sur le site, fait également l'objet d'un dépôt au musée.

### Civilisation byzantine

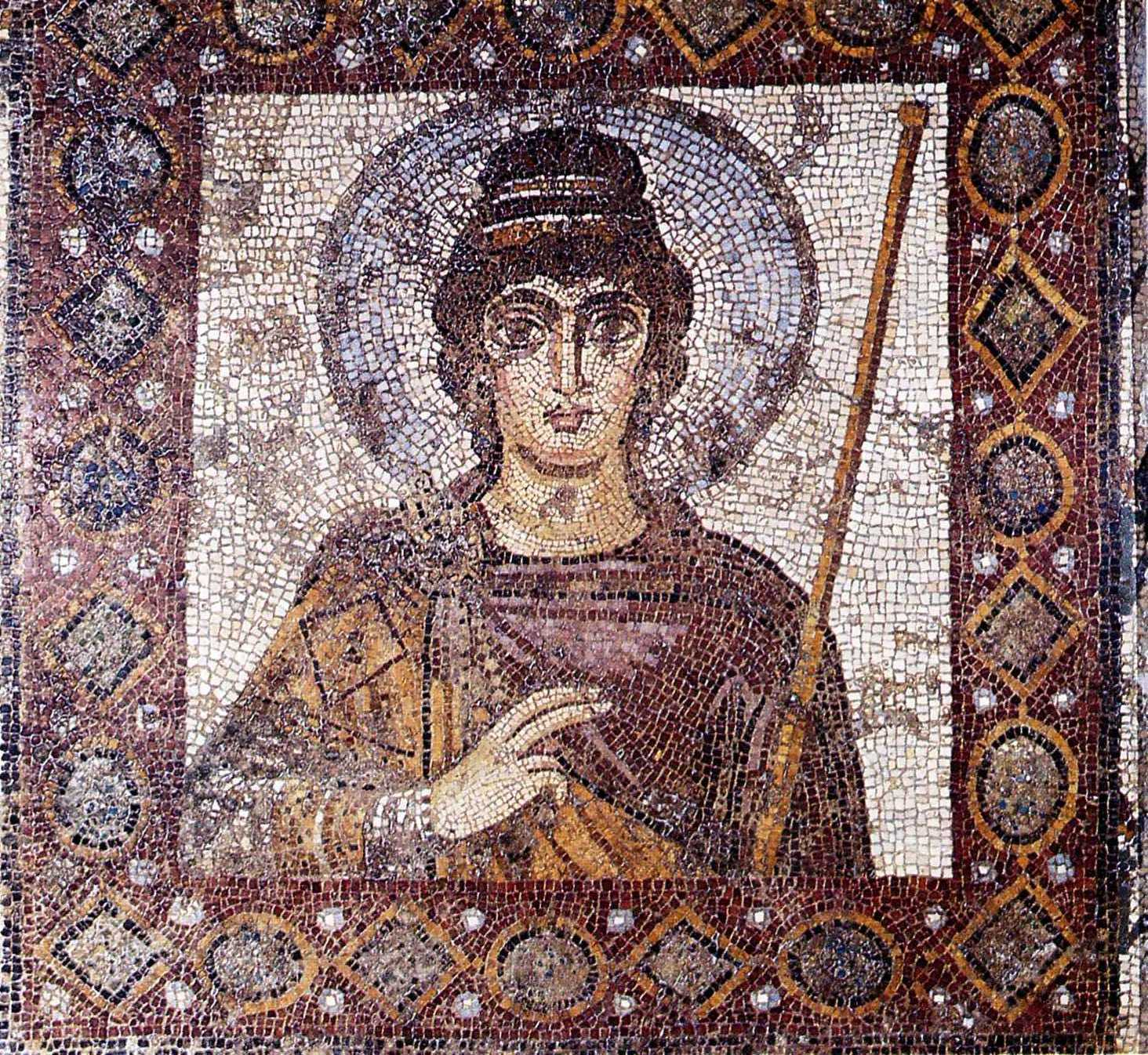
Mosaïque de la Dame de Carthage.

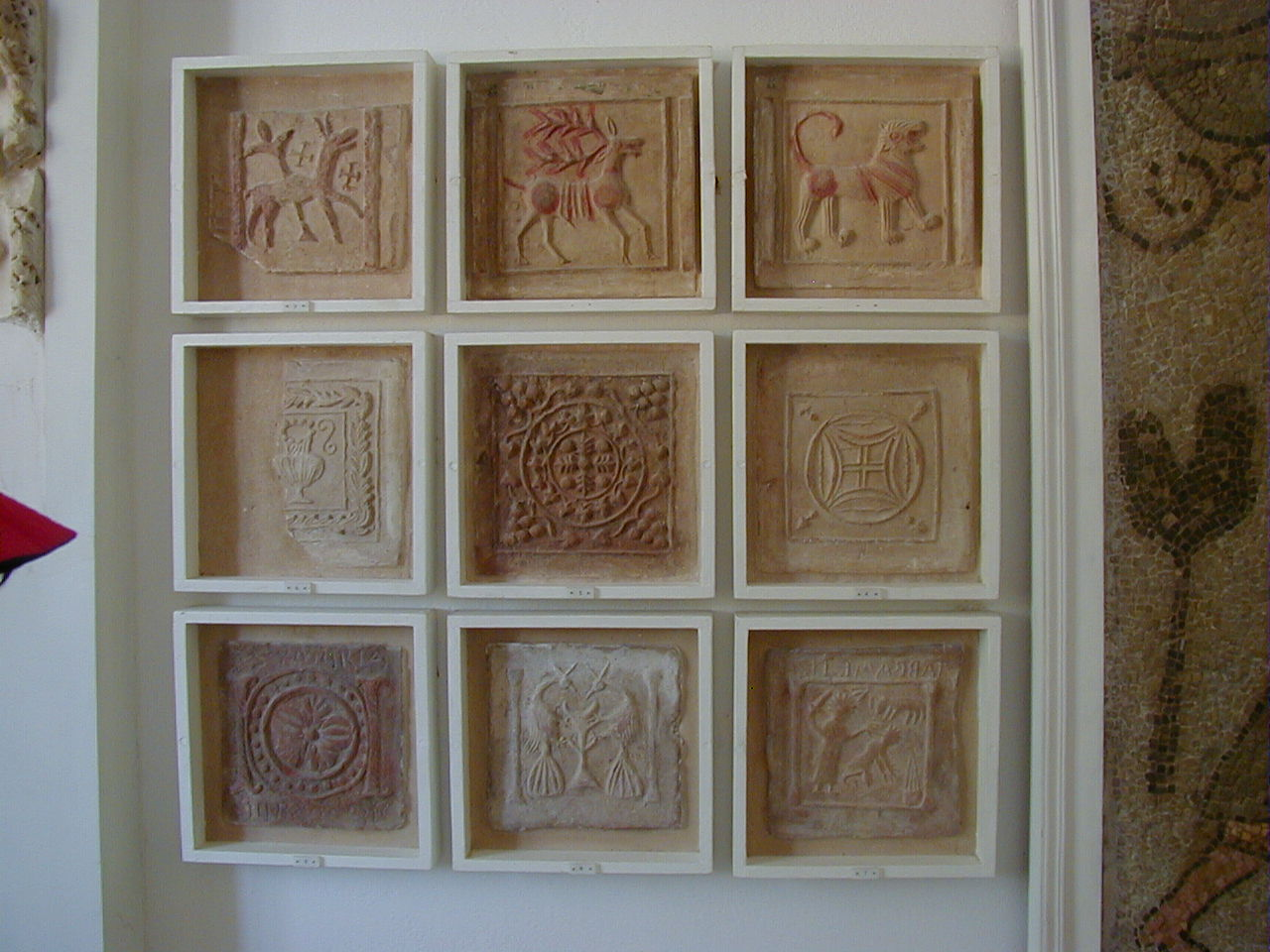
Carreaux de céramique à motifs chrétiens.

La célèbre « dame de Carthage », mosaïque datée vraisemblablement du VIe siècle et retrouvée sur la colline de Sainte-Monique lors de la construction du lycée de Carthage, est considérée traditionnellement comme le portrait d'une impératrice byzantine, la tenue du personnage féminin étant mélancolique et grave. La technique (alternance de carreaux mosaïqués et de carreaux de verre), la finesse du dessin et l'élégance du sujet en font une pièce majeure de l'art mosaïcal de l'Antiquité tardive.

## Autres activités du musée

### Didactique

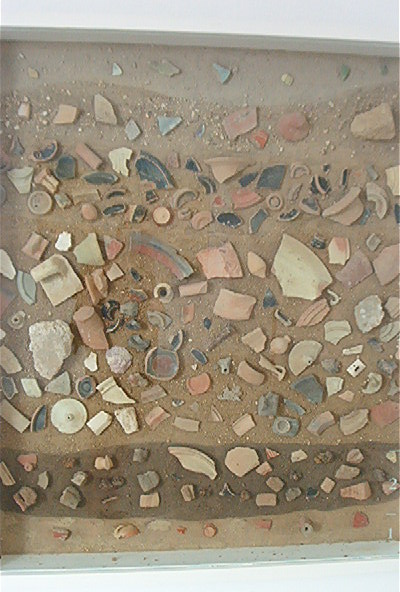
Coupe stratigraphique exposée au musée.

Le musée a également pour but de sensibiliser le public à la fragilité du site et à la nécessité de l'appréhender. À cette fin a été mise en place une coupe stratigraphique afin d'expliquer de façon simple la composition d'un site archéologique.